# マリア・アマリア・フォン・ザクセン
マリア・アマーリア・フォン・ザクセン（Maria Amalia Christina von Sachsen, 1724年11月24日 - 1760年9月27日）は、スペイン王カルロス3世の王妃。ヴェッティン家の出身。スペイン語名はマリーア・アマリア・デ・サホニア（María Amalia de Sajonia）、イタリア語名はマリーア・アマリア・ディ・サッソニア（Maria Amalia di Sassonia）。

## 生涯
ザクセン選帝侯兼ポーランド王アウグスト3世と神聖ローマ皇帝ヨーゼフ1世の長女マリア・ヨーゼファの娘としてドレスデンで生まれた。妹マリア・ヨーゼファはフランス王太子ルイ・フェルディナン妃。
1738年、当時ナポリ王およびシチリア王であったカルロス3世と結婚した。2人の間には13人の子が生まれ、7人が成人した。
- マリア・イサベル・アントニエタ（1740年 - 1742年、夭折）
- マリア・ホセファ・アントニエタ（1742年、夭折）
- マリア・イサベル・アナ（1743年 - 1749年、夭折）
- マリア・ホセファ・カルメラ（1744年 - 1801年）
- マリア・ルイサ（1745年 - 1792年） - 神聖ローマ皇帝レオポルト2世の皇后
- フェリペ（1747年 - 1777年）　カラブリア公。病により継承辞退。
- カルロス4世（1748年 - 1819年）
- マリア・テレサ（1749年、夭折）
- フェルナンド（1751年 - 1825年） - シチリア王フェルディナント3世およびナポリ王フェルディナント4世
- ガブリエル（1752年 - 1788年） - ポルトガル王女マリアナ・ビクトリアと結婚。
- アナ・マリア（1754年 - 1755年、夭折）
- アントニオ・パスクアル（1755年 - 1817年） - スペイン王女マリア・アマリア（兄カルロス4世の娘）と結婚。
- フランシスコ・ハビエル（1757年 - 1771年、夭折）

マリア・アマリアは1760年、肺結核で死去した。